# Graffiti Goes East. 1990 - 2012
Graffiti Goes East. 1990 – 2012 – album wydany w 2013 przez Concrete / Whole City przedstawiający 20-lat historii sztuki wizualnej graffiti w Polsce. Celem projektu była analiza rozwoju polskiej kultury graffiti w sposób faktograficzny i wiarygodny narracyjnie.
Album składa się z licznych wywiadów z twórcami i przedstawicielami graffiti w głównych ośrodkach ich powstawania i są podzielone na rozdziały odpowiadające miejscowościom Szczecin, Zielona Góra, Koszalin, Poznań, Wrocław, Bydgoszcz, Inowrocław, Gdańsk, Katowice, Łódź, Kraków, Olsztyn, Warszawa, Radom, Rzeszów, Lublin oraz Białystok.